# Whitehall, Wisconsin
Whitehall är administrativ huvudort i Trempealeau County i Wisconsin i USA. Vid 2010 års folkräkning hade Whitehall 1 558 invånare.